# Ібані (мова)
Ібані — мова, що належить до нігеро-конголезької макросімʼї, іджоїдної сімʼї. Поширена в Нігерії (штат Ріверс).

## Писемність
Латинський алфавіт для мови ібані (Нігерія) розробив у 1970-х роках Ададонє Фомбо (Adadọnye Fọmḅọ).
| A a | B b | Ḅ ḅ | D d | E e | Ẹ ẹ | F f | G g | Gb gb | Gh gh |
| --- | --- | --- | --- | --- | --- | --- | --- | ----- | ----- |
| /a/ | /b/ | /ɓ/ | /d/ | /e/ | /ɛ/ | /f/ | /g/ | /ɡ͡b/  | /ɡh/  |

| Gw gw | H h | I i | Ị ị | J j  | K k | Kp kp | Kw kw | L l |
| ----- | --- | --- | --- | ---- | --- | ----- | ----- | --- |
| /gʷ/  | /h/ | /i/ | /ɪ/ | /d͡ʒ/ | /k/ | /k͡p/  | /kʷ/  | /l/ |

| M m | N n | Nw nw | Ny ny | O o | Ọ ọ | P p | R r | S s |
| --- | --- | ----- | ----- | --- | --- | --- | --- | --- |
| /m/ | /n/ | /nʷ/  | /ɲ/   | /o/ | /ɔ/ | /p/ | /r/ | /s/ |

| T t | U u | Ụ ụ | V v | W w | Y y | Z z |
| --- | --- | --- | --- | --- | --- | --- |
| /t/ | /u/ | /ʊ/ | /v/ | /w/ | /j/ | /z/ |

- Довгі голосні на письмі передаються подвоєнням букв для відповідного голосного.
- Букви m і n можуть позначати також складові приголосні звуки [m̩] і [n̩] відповідно. При цьому вони можуть бути і низького тону (діакритичні знаки над буквами не ставляться) (m, n), і високого — над цими буквами ставиться акут ( ´ ) (ḿ, ń).
- Високий тон позначається шляхом написання акута (´) над відповідною буквою для голосного; понижений — написанням макрона ( ̄ ). Низький тон позначається написанням букв для голосних без перерахованих діакритичних знаків.